# Rothschildia belus
Rothschildia belus är en fjärilsart som beskrevs av J. Peter Maassen och Gustav Weymer 1873. Rothschildia belus ingår i släktet Rothschildia och familjen påfågelsspinnare. Inga underarter finns listade.